# Финитная функция
Фини́тная функция — функция, носитель которой компактен (то есть финитная функция обращается в ноль за пределами некоторого компакта).
В функциональном анализе часто рассматривается пространство бесконечно дифференцируемых финитных функций, обозначаемых {\displaystyle C_{0}^{\infty }(\Omega )}, где {\displaystyle \Omega } — область определения. 
Финитные функции используют в методе конечных элементов в качестве базиса: каждая базисная функция не равна нулю только на некотором малом числе соседних конечных элементов. Это позволяет сделать конечно элементную матрицу разреженной, что в свою очередь позволяет сэкономить память и время на построение матрицы и решение СЛАУ.

## Примеры
- Атомарные функции
- B-сплайны Шёнберга